# Lente

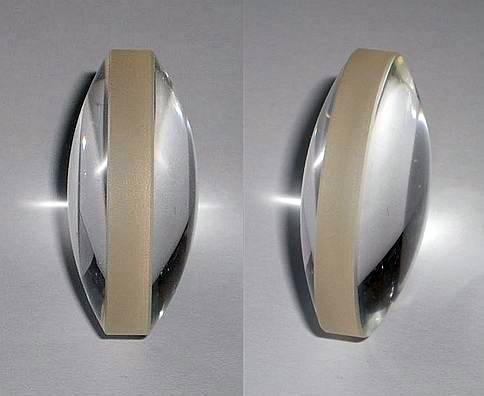
Una lente.

Las lentes pueden ser usadas para enfocar la luz.

Un o una lente (también luneta,cristal, luna) es un dispositivo óptico transmisor que enfoca o dispersa un haz de luz por medio de la refracción. Sin embargo, otros dispositivos como las lentes de Fresnel, que desvían la luz por medio del fenómeno de difracción, son de gran utilidad y uso por su bajo costo constructivo y el reducido espacio que ocupan. Los dispositivos que enfocan o dispersan de manera similar las ondas y la radiación que no sea la luz visible, también se denominan lentes, como lentes de microondas, lentes de electrones, lentes acústicas o lentes explosivas. 
Una lente está constituida por un medio transparente limitado por dos superficies, siendo curva al menos una de ellas. Una lente simple consiste en una sola pieza de material transparente, mientras que una lente compuesta consta de varias lentes simples (elementos), generalmente dispuestas a lo largo de un eje común. Las lentes están hechas de materiales tales como vidrio o plástico, y se muelen y pulen (o moldean) para conseguir la forma deseada. Una lente puede enfocar la luz para formar una imagen, a diferencia de un prisma, que refracta la luz sin enfocar.  
Las lentes más comunes están basadas en el distinto grado de refracción que experimentan los rayos de luz al incidir en puntos diferentes de su superficie, incluidas las utilizadas para corregir los problemas de visión en gafas, anteojos o lentillas. También se usan lentes, o combinaciones de lentes y espejos, en telescopios y microscopios, con la función de servir como objetivos o como oculares. El primer telescopio astronómico fue construido por Galileo Galilei usando una lente convergente (lente positiva) como objetivo y otra divergente (lente negativa) como ocular. Existen también instrumentos capaces de hacer converger o divergir otros tipos de ondas electromagnéticas y a los que se les denomina también lentes. Por ejemplo, en los microscopios electrónicos las lentes son de carácter magnético.
En astrofísica es posible observar fenómenos de lentes gravitatorias, cuando la luz procedente de objetos muy lejanos pasa cerca de objetos masivos, y se curva en su trayectoria.

## Etimología
La palabra lente proviene del latín lens, lentis que significa «lenteja», por lo que a las lentes ópticas se las denomina así por su parecido con la forma de la legumbre. 
En el siglo XIII empezaron a fabricarse pequeños discos de vidrio que podían montarse sobre un marco. Fueron las primeras gafas de libros o gafas de lectura.
La palabra lente suele ser de género ambiguo. Normalmente se usa en femenino para referirse al cristal óptico, en tanto que en masculino y plural suele reservarse para referirse a las gafas en algunos países.

## Partes de una lente
Los distintos elementos que conforman una lente son los siguientes:
- Centros de curvatura (C, C'): es el radio que establece la superficie curva de la lente, la incidente y la emergente.

- Eje principal o eje óptico: línea recta imaginaria que une los centros de curvatura de las lentes.
- Ejes secundarios: rayos que atraviesan el centro óptico sin desviarse.
- Centro óptico (O): lugar exacto donde confluyen el eje principal y la lente.
- Foco principal o foco objeto (F,F'): es el lugar del eje central por donde traspasan los rayos refractados en la lente que proceden de rayos paralelos al eje central.
- Plano principal: plano normal al eje principal que atraviesa el punto de contacto entre el rayo y la superficie incidente de la lente. Existe un segundo plano principal formado por el plano normal al eje principal y que traspasa el punto de contacto del rayo y la superficie emergente de la lente.
- Distancia focal (f, f'): distancia entre el foco principal y el centro óptico. Su inversa se denomina potencia de la lente, expresado mediante dioptrías.

## Tipos
Las lentes, según la forma que adopten pueden ser convergentes, divergentes o de cámara:
- Las lentes convergentes (o positivas) son más gruesas por su parte central y más estrechas en los bordes. Se denominan así debido a que unen (convergen), en un punto determinado que se denomina foco de imagen , todo haz de rayos paralelos al eje principal que pase por ellas.

Pueden ser:

Tipos principales de lentes.

- Biconvexas: cuentan con dos superficies convexas.
- Planoconvexas: tienen una superficie convexa y otra plana.
- Cóncavo-convexas (o menisco convergente): formadas por una superficie convexa y otra ligeramente cóncava.

- Las lentes divergentes (o negativas) son más gruesas por los bordes y presentan una estrechez muy pronunciada en el centro. Se denominan así porque hacen divergir (separan) todo haz de rayos paralelos al eje principal que pase por ellas, sus prolongaciones convergen en el foco imagen que está a la izquierda, al contrario que las convergentes, cuyo foco imagen se encuentra a la derecha. Por lo tanto, las lentes divergentes no pueden formar una imagen real pero, por proyección de los rayos al plano donde se encuentra el objeto, pueden formar imágenes virtuales. Pueden ser:[8]

- Bicóncavas: formadas por dos superficies cóncavas.
- Planocóncavas: cuentan con una superficie cóncava y otra plana.
- Convexo-cóncavas (o menisco divergente): cuentan con una superficie cóncava y la otra es ligeramente convexa.

## Construcción de lentes simples
La mayoría de las lentes son lentes esféricas: sus dos superficies son partes de las superficies de las esferas. Cada superficie puede ser convexa (abultada hacia afuera desde la lente), cóncava (hundida en la lente) o plana (plana). La línea que une los centros de las esferas que forman las superficies de la lente se llama eje de la lente. Normalmente, el eje de la lente pasa a través del centro físico de la lente, debido a la forma en que se fabrican. Las lentes se pueden cortar o esmerilar después de su fabricación para darles una forma o tamaño diferente. Entonces, es posible que el eje de la lente no pase a través del centro físico de la lente.
Las lentes tóricas o esferocilíndricas tienen superficies con dos radios de curvatura diferentes en dos planos ortogonales. Tienen un poder focal diferente en diferentes meridianos. Esto forma una lente astigmática. Un ejemplo son los lentes para gafas que se utilizan para corregir el astigmatismo en el ojo de una persona.

### Tipos de lentes simples
Las lentes se clasifican por la curvatura de las dos superficies ópticas. Una lente es biconvexa (o doble convexa , o simplemente convexa) si ambas superficies son convexas. Si ambas superficies tienen el mismo radio de curvatura, la lente es equiconvexa. Una lente con dos superficies cóncavas es bicóncava (o simplemente cóncava). Si una de las superficies es plana, la lente es plano-convexa o plano-cóncava dependiendo de la curvatura de la otra superficie. Una lente con un lado convexo y otro cóncavo es convexo-cóncavo o menisco. Es este tipo de lente el que se usa más comúnmente en lentes correctivas.
Si la lente es biconvexa o plano-convexa, un haz de luz colimada pasa a través de la lente y converge en un punto (un foco) detrás de la lente. En este caso, la lente se denomina lente positiva o convergente. Para una lente delgada, la distancia desde la lente al punto es la distancia focal de la lente, que comúnmente se representa mediante f en diagramas y ecuaciones. Una lente hemisférica extendida es un tipo especial de lente plano-convexa, en la que la superficie curva de la lente es un hemisferio completo y la lente es mucho más gruesa que el radio de curvatura.
| Biconvex lens |

Si la lente es bicóncava o plano-cóncava, un rayo de luz colimado que pasa a través de la lente es divergente (dispersión); por tanto, la lente se denomina lente negativa o divergente . El rayo, después de pasar a través de la lente, parece emanar de un punto particular en el eje frente a la lente. Para una lente delgada en el aire, la distancia desde este punto a la lente es la distancia focal, aunque es negativa con respecto a la distancia focal de una lente convergente.
| Biconcave lens |

Las lentes convexos-cóncavas (menisco) pueden ser positivos o negativos, dependiendo de las curvaturas relativas de las dos superficies. Un lente de menisco negativo tiene una superficie cóncava más pronunciada y es más delgado en el centro que en la periferia. Por el contrario, una lente de menisco positiva tiene una superficie convexa más pronunciada y es más gruesa en el centro que en la periferia. Una lente delgada ideal con dos superficies de igual curvatura tendría potencia óptica cero, lo que significa que no convergería ni divergiría la luz. Sin embargo, todas las lentes reales tienen un grosor distinto de cero, lo que hace que una lente real con superficies curvas idénticas sea ligeramente positiva. Para obtener una potencia óptica exactamente cero, una lente de menisco debe tener curvaturas ligeramente desiguales para tener en cuenta el efecto del grosor de la lente.

### Ecuación del fabricante de lentes
La distancia focal de una lente en el aire se puede calcular a partir de la ecuación del fabricante de lentes:
{\displaystyle {\frac {1}{f}}=(n-1)\left[{\frac {1}{R_{1}}}-{\frac {1}{R_{2}}}+{\frac {(n-1)d}{nR_{1}R_{2}}}\right],}
dónde
f es la distancia focal de la lente
{\displaystyle n} es el índice de refracción del material de la lente
{\displaystyle R_{1}} es el radio de curvatura (con signo, ver más abajo) de la superficie de la lente más cercana a la fuente de luz
{\displaystyle R_{2}} es el radio de curvatura de la superficie de la lente más lejos de la fuente de luz
{\displaystyle d} es el grosor de la lente (la distancia a lo largo del eje de la lente entre los dos vértices de la superficie
La distancia focal f es positiva para lentes convergentes y negativa para lentes divergentes. El inverso multiplicativo de la distancia focal, 1 / f , es la potencia óptica de la lente. Si la distancia focal está en metros, esto da la potencia óptica en dioptrías (metros inversos).
Las lentes tienen la misma distancia focal cuando la luz viaja de atrás hacia adelante o cuando la luz va de adelante hacia atrás. Otras propiedades de la lente, como las aberraciones, no son las mismas en ambas direcciones.

### Convención de signos para radios de curvaturaR1yR2
Los signos de los radios de curvatura de la lente indican si las superficies correspondientes son convexas o cóncavas. La convención de signos utilizada para representar esto varía, pero en este artículo una R positiva indica que el centro de curvatura de una superficie está más adelante en la dirección del recorrido del rayo (derecha, en los diagramas adjuntos), mientras que una R negativa significa que los rayos alcanzan la superficie. ya han pasado el centro de curvatura. En consecuencia, para las superficies de lentes externas como se muestra en el diagrama anterior, R 1 > 0 y R 2 <0 indican superficies convexas (utilizadas para hacer converger la luz en una lente positiva), mientras que R 1 <0 y R 2 > 0 indican superficies cóncavas. El recíproco del radio de curvatura se llama curvatura. Una superficie plana tiene curvatura cero y su radio de curvatura es infinito.

### Aproximación de lente fina
Si d es pequeño en comparación con R 1 y R 2 , entonces se puede hacer la aproximación de lente delgada . Para una lente en el aire, f viene dada por
{\displaystyle {\frac {1}{f}}\approx \left(n-1\right)\left[{\frac {1}{R_{1}}}-{\frac {1}{R_{2}}}\right].}

## Formación de la imagen
Para la construcción de una imagen, primero se traza un rayo continuo y paralelo al eje principal, que se refracta en la lente y cruza el eje óptico. Un segundo rayo atraviesa el centro óptico de la lente sin sufrir ninguna desviación hasta que se cruza con el rayo anterior. El último rayo cruza por el foco principal y traspasa la lente, de manera que se refracta en el interior de esta, que se cruzará con los dos rayos anteriores en el eje óptico.
En ambos tipos de lentes, convergentes y divergentes, existen dos maneras de localizar el espejo: o bien más lejos de la lente que el foco principal (imagen real) o entre estos dos (imagen virtual). En el caso de las lentes divergentes, existen estas dos opciones de posicionar el espejo, pero en ambas las imágenes formadas por este tipo de lentes son imágenes virtuales, derechas y de menor tamaño que los objetos reales. 
En cambio, las lentes convergentes delante de objetos alejados en el espacio, proyectarán imágenes reales, invertidas y más pequeñas que los objetos reales. Por el contrario, si se observa un objeto cercano mediante esta lente, se formará una imagen derecha y más grande que el objeto real, de manera que para una distancia cercana formarán imágenes virtuales, derechas y de dimensiones más grandes.
Las lentes u objetivos utilizados en la fotografía se corrigen para ofrecer una aceptable calidad de imagen y cobertura sobre una superficie determinada. De esta manera, se produce una regulación del ángulo visual mediante la distancia focal con relación a la diagonal del negativo. Cuando se produce un cambio de distancia focal también tiene lugar una alteración del tamaño de la imagen y por consiguiente del ángulo visual. 
Durante este proceso en el comportamiento de adaptación de los objetivos, puede producirse lo que se denominan defectos ópticos geométricos o las aberraciones, que pueden afectar a la calidad de la imagen. Cuando se refiere a la precisión y calidad de un objetivo se habla de la capacidad de corrección de dichos defectos, de manera que permita equilibrar las aberraciones mayores con tal de reducirlas al mínimo, aunque no permita su completa eliminación. La calidad de un objetivo se determinará en función del grado de corrección que aplique sobre siete principales aberraciones: dos centrales, la esférica y la cromática, y otras cinco no axiales, el coma, el astigmatismo, la curvatura de campo, distorsión curvilínea y la cromática lateral. 

## Lentes artificiales

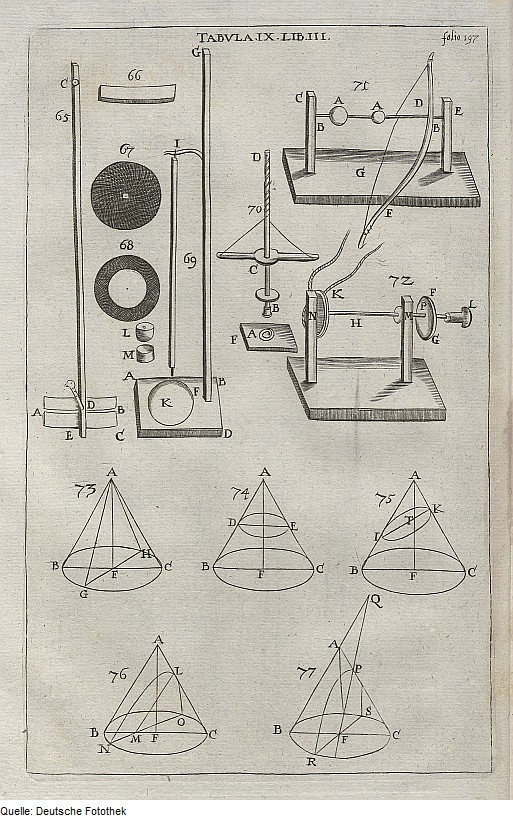
Instrumentos para la preparación de lentes convexas y cóncavas.

Se suele denominar lentes artificiales a las construidas con materiales artificiales no homogéneos, de modo que su comportamiento exhibe índices de refracción menores que la unidad (conviene recordar que la velocidad de fase sí puede ser mayor que la velocidad de la luz en el vacío), con lo que, por ejemplo, se tienen lentes biconvexas divergentes. Nuevamente este tipo de lentes es útil en microondas y solo últimamente se han descrito materiales con esta propiedad a frecuencias ópticas.